# Thiago Leitão
Thiago Leitão Polieri (Campinas, São Paulo, 12 de junio de 1978) es un exfutbolista y entrenador brasileño. Actualmente dirige al Fútbol Club Universitario de la Primera División de Bolivia.
Como jugador se desempeñó como centrocampista y desarrolló la mayor parte de su carrera en Bolivia. Su último club antes de retirarse fue Sport Boys.

## Trayectoria como director técnico

#### Jorge Wilstermann
Desde 2017 Leitāo fue ayudante de campo de Guillermo Álvaro Peña en Jorge Wilstermann, pero fue destituido por un cruce que tuvo con el volante argentino Cristián Chávez.

#### Aurora
En abril de 2019 fue presentado como nuevo entrenador de Aurora. El 13 de abril Leitāo debuta oficialmente en el empate 0-0 ante Destroyers por la fecha 17. Su primera victoria como entrenador fue ante Nacional Potosí por 1-0. Al final de la temporada no llegó a extender su contrato.

#### San José
Fue confirmado como nuevo entrenador de San José el 1 de marzo de 2021.

#### Atlético Palmaflor
El 30 de marzo de 2021 asumió como nuevo entrenador del Club Atlético Palmaflor.
Blooming
Llegó a Blooming en Bolivia de la mano de un grupo inversor en enero de 2023, pero los malos resultados y aparentes conflictos de intereses por mostrar jugadores ocasionaron que, al solo obtener 1 punto de los 12 posibles de lograr, el club millonario cruceño rescinda contrato con él un 18 de febrero de 2023, siendo un paso fugaz y muy criticado por la gran hinchada de uno de los clubes más grandes de Bolivia .

## Clubes

### Como jugador
| Club              | País     | Año         |
| ----------------- | -------- | ----------- |
| Ponte Preta       | Brasil   | 1998 - 2001 |
| Internacional SM  | Brasil   | 2002        |
| Ceará             | Brasil   | 2002        |
| Jorge Wilstermann | Bolivia  | 2002 - 2005 |
| FC Marco          | Portugal | 2005        |
| Oriente Petrolero | Bolivia  | 2006        |
| Bolívar           | Bolivia  | 2007        |
| The Strongest     | Bolivia  | 2008        |
| União Barbarense  | Brasil   | 2009        |
| The Strongest     | Bolivia  | 2009 - 2010 |
| Sport Boys        | Bolivia  | 2013 - 2014 |

### Como director deportivo
| Club         | País    | Año  |
| ------------ | ------- | ---- |
| Always Ready | Bolivia | 2021 |

### Como entrenador
| Club               | País    | Año               |
| ------------------ | ------- | ----------------- |
| Aurora             | Bolivia | 2019              |
| San José           | Bolivia | 2021              |
| Atlético Palmaflor | Bolivia | 2021              |
| Blooming           | Bolivia | 2023              |
| San Antonio        | Bolivia | 2023 - 2024       |
| Royal Pari         | Bolivia | 2024              |
| Universitario FC   | Bolivia | 2025 - Actualidad |

## Palmarés

### Como asistente
Títulos nacionales
| Título               | Club              | País    | Año           |
| -------------------- | ----------------- | ------- | ------------- |
| Campeonato Boliviano | Jorge Wilstermann | Bolivia | Apertura 2018 |

### Como entrenador
| Título          | Club        | Año  |
| --------------- | ----------- | ---- |
| Torneo Apertura | San Antonio | 2024 |

### Distinciones individuales
| Distinción                                                   | Año           |
| ------------------------------------------------------------ | ------------- |
| Máximo goleador de la Primera División de Bolivia (19 goles) | Apertura 2003 |